# Quarantäneschaderreger
Als Quarantäneschaderreger oder Quarantäneschadorganismus werden Organismen eingestuft, die als Schädling betrachtet werden und deren Eindringen in neue Gebiete verhindert werden soll. In der Regel handelt es sich dabei um Organismen, die in ihrem natürlichen Verbreitungsgebiet große Schäden in der Land- oder Forstwirtschaft verursachen. Es wird befürchtet, dass die Schaderreger in neue Regionen verbracht werden, in denen sie bisher nicht oder kaum auftraten, obwohl entsprechende Wirtspflanzen vorhanden wären.

Botanische Regionen der Welt nach den Datenstandard World Geographical Scheme for Recording Plant Distributions (WGSRPD)

## Etymologie
Die Begrifflichkeiten sind in amtlichen Werken verankert und basieren auf Übersetzungen von internationalen Regelwerken. Die Nutzung der Begriffe erfolgt zum Teil uneinheitlich. Nachfolgend eine Übersicht aus amtlichen Quellen:
- Quarantäneschaderreger
  - Definition: „Quarantäneschaderreger (QSE) sind Organismen, bei denen die Gefahr besteht, in Gebiete außerhalb ihres natürlichen Verbreitungsgebietes einzuwandern oder durch den Handel mit pflanzlichen Waren verbreitet zu werden. Dabei handelt es sich um Schadorganismen, die erhebliche Schäden in der Land- und Forstwirtschaft, im Gartenbau sowie dem Öffentlichen Grün verursachen können.“[1][2]

- Quarantäneschadorganismus, englisch Quarantine pest, französisch Organisme réglementé non de quarantaine
  - Definition: „Quarantäneschadorganismus bezeichnet einen Schadorganismus von potentieller wirtschaftlicher Bedeutung für das durch ihn gefährdete Gebiet, der in diesem Gebiet noch nicht vorkommt oder zwar schon vorkommt, aber nicht weit verbreitet ist und amtlichen Überwachungs- und Bekämpfungsmaßnahmen unterliegt.“[3]

In der deutschen Ausgabe der UNO-Dokumentation: Glossar pflanzengesundheitlicher Begriffe wird als Synonym der Begriff „Quarantäneschädling“ aufgeführt und zur Abgrenzung auch der Begriff „Nicht-Quarantäneschädling“ genannt. Diese Begrifflichkeiten finden sich beispielsweise in Dokumenten zu Internationalen Standards für Pflanzenschutzmaßnahmen.

## Globale Lage
Gegen Quarantäneschaderreger gibt es wenige direkte Bekämpfungsmöglichkeiten, weshalb alle Maßnahmen darauf abzielen, die Einwanderung und Ausbreitung zu verhindern. Bei der Ausbreitung spielt die Einschleppung durch den Menschen eine besondere Rolle. Deshalb werden in bestimmten Ländern oder Regionen (z. B. der Europäischen Union) Einfuhrkontrollen bei Importen durchgeführt. Das Auftreten von Quarantäneschaderregern ist der zuständigen Behörde zu melden. Bei Auftreten von Bakteriosen werden Auflagen wie Desinfektion von Maschinen und Geräten oder Anbauverbot bestimmter Wirtspflanzen erteilt.

## Organisationen mit Befassung zu Quarantäneschaderregern
Organisationen mit Befassung zu Quarantäneschaderregern sind an Regelwerken und Koordination zu Quarantäneschadorganismen beteiligt. In der Regel werden globale Betrachtungen in internationalen Umweltabkommen oder ähnlichen Regelwerken berücksichtigt und von Mitgliedsstaaten dementsprechend umgesetzt. Darüber hinaus finden sich in nationalen Regelwerken gelegentlich zusätzliche Bestimmungen. Als nennenswerte Organisationen, die sich mit der Thematik beschäftigen, sind bekannt:

### International

Mitgliedstaaten der EPPO

- Vereinte Nationen mit der Organisation Ernährungs- und Landwirtschaftsorganisation der Vereinten Nationen (englisch Food and Agriculture Organization of the United Nations, (FAO), französisch Organisation des Nations Unies pour l’alimentation et l’agriculture, (ONUAA)), im deutschen Sprachraum auch als Welternährungsorganisation bezeichnet.
- Pflanzenschutzorganisation für Europa und den Mittelmeerraum (EPPO)

### National
Die Lage zu nationalen Organisationen ist unübersichtlich, weil dies von behördlichen Strukturen der Verwaltungsorganisationen der Länder abhängig ist. Oft sind ein nationales Umweltministerium oder nationale Landwirtschaftsministerien mit nachgeordneten Strukturen zuständig; teilweise werden die Aufgaben wissenschaftlichen Stiftungen oder ähnlichen Organisationen übertragen. Dazu sind beispielsweise bekannt:
- Deutschland: BMEL, Umwelt-, Forst- und Landwirtschaftbehörden der Bundesländer sowie Forschungseinrichtungen wie das Julius Kühn-Institut.

## Situation in Europa
Die Pflanzenschutzorganisation für Europa und den Mittelmeerraum (EPPO) ermittelt durch Risikoanalysen, welche Organismen als Quarantäneschaderreger in Europa und dem Mittelmeerraum bedeutsam sind. Die Europäische Kommission erlässt Richtlinien, Entscheidungen oder Verordnungen, diese bilden die rechtliche Grundlage für notwendige behördliche Maßnahmen, um die weitere Verbreitung zu verhindern. Dabei übt die EPPO eine beratende Funktion aus. In diesem Rahmen werden von der EPPO Warnlisten und Hinweise zu besonderen Entwicklungen veröffentlicht.

### Bekannte Quarantäneschaderreger im Bereich der Europäischen Union
Beispiele für Quarantäneschaderreger sind der Asiatische Laubholzbockkäfer (Anoplophora glabripennis), der Japankäfer (Popillia japonica), der Zitrusbockkäfer (Anoplophora chinensis), der Kiefernholznematode (auch Bursaphelenchus xylophilus), die Dothistroma-Nadelbräune oder die Monilia-Krankheit bei Obst (Monilinia fructicola).

### Meldepflicht
Im Bereich der Europäischen Region wurde eine Meldepflicht für Quarantäneschaderreger eingeführt. In Deutschland ist das Julius Kühn-Institut federführend mit Organisation, Monitoring und Kontrolle der Maßnahmen befasst. Die meldepflichtigen Organismen wurden von der Europäischen Union mit der Richtlinie 2000/29/EG und entsprechenden Anhängen festgestellt.